# Вілла «Великий Богдан»
Вілла «Великий Богдан» — вілла початку XX століття в стилі раннього модерну, пам'ятка архітектури в кримському містечку Сімеїз.

## Історія
Історія вілли «Великий Богдан» тісно пов'язана із життям її власників, розбудовою курортної зони в Сімеїзі (з середини ХХ століття) та історією містечка в минулому столітті. Мешканці селища і приїжджі вважають її місцевою пам'яткою історії та архітектури.

### Передісторія
У Російській імперії було заведено, що вельможі, особливо царі, жалували своїм підлеглим чималі наділи землі, зазвичай, з народом, що там жив. Найбільше такій вислузі раділи військові, адже після кожної вдалої військової кампанії імперія обростала землями, які й розподілялися між загарбниками. Так на кримські землі й прийшли землевласниками: російські графи, царські німці-вислужники та поселенці, кавказькі князі, купецькі роди та попи.
Саме так сталося і в Сімеїзі, після російсько-турецької війни (1768—1774 роки) більшість турків-османів з Кримського півострова подались в Османську імперію. Російська імператриця Катерина ІІ віддячувалася своїм підданим-військовим, наділивши сімеїзькими землями: князя Наришкіна, графа Потоцького, графа Мілютіна, князя Кочубея, графа Ревеліоті, графа Мордвинова. Невдовзі на ці землі навідався російський промисловик і мільйонер Сергій Іванович Мальцев, йому сподобалось це місце й він вирішив збудувати тут курортну зону, витративши на це чимало зусиль. І вже в 1894 році, його діти управляли в Сімеїзі землею в 567 десятин, отримавши її у спадщину.
Брати Мальцеви (столичні придворні), не мали серйозних намірів на такий спадок і вирішили продати маєток, але на таку величезну ділянку не знайшлось покупців, тому брати додумались продавати його по частинам. Та перш ніж виставити ділянки на продаж, Мальцеви провели ландшафтні та геологічні дослідження, провівши водогін, каналізацію, мостили вулиці. І вже тоді, коли вони запропонували паї на дачі в селищі (поруч якого часто відпочивала царська родина), покупців знайшлось багато (до 1913 року з 167 ділянок залишилися непроданими тільки 78).
Розпродавши більшість землі, Мальцеви ще подарували містечку парк (успадкований від батька), адже брати отримали багато прибутків від земельної оборудки. Нові власники паїв були заможними, тому хизувалися, що можуть жити ближче до царської родини, а для більшої престижності ще й запросили для своїх вілл відомого архітектора Миколу Петровича Краснова, який спроектував Лівадійський палац. Отож, зовсім скоро, в селищі Сімеїз постав комплекс відпочинкових будинків, що відповідали естетиці російської палацевої архітектури ХХ століття.

### Закладка вілли
Мандруючи Російською імперією у страхових справах інспектор Микола Богданов, з 1907 року, постійно повертався до Криму, адже там мешкала його сім'я. Життя в Санкт-Петербурзі було дорогим для молодої родини, а дружба з кількома російськими родинами сприяла їх поселенню в Криму (на віллах друзів-багатіїв, на які ті навідувалися лише в літній період). До містечка Сімеїз їздили на відпочинок сім'ї Короб'їних та Лансере, з якими він був у родинних чи робочих стосунках і це ще більше впливало на рішення Богданова. Знайомство з впливовими людьми дозволило Богданову безболісно ввійти в сімеїзьку спільноту.
Тоді ж сім'я Богданових поселилася на дачі Луговинових в 1907 році, а в 1909 він переїхали до вілли Якова Семенова. Саме на цей час, ймовірно, припадає знайомство Миколи Богданова із Мальцевими та Семеновими, ініціаторами створення курорту Сімеїз, а їм припав до душі діловий і рішучий стиль Богданова. І уже з 1910 року колишній інспектор Богданов став головним рушієм у створенні курортної зони, слову директора Товариства курорту Сімеїз повірили Лансере, Радевичі, Шлеє та ще чимало інших, які довірили йому представляти свої інтереси в містечку, а згодом і в Ялтинському земстві.
Для закладки уже своєї вілли Миколою Миколайовичем Богдановим було придбано 500 квадратних сажнів і запрошено Якова Петровича Семенова, щоб той спроектував та зайнявся побудовою вілли. Трохи пізніше йому випала нагода придбати ще одну ділянку, по сусідству із першою, і Якову Семенову довелося після «Малого Богдана» спроектувати і будувати ще й віллу «Великий Богдан» (з чим він справився, візуально з'єднавши наче в одну суцільну споруду).
|  | Поруч з дачею «Селям» знаходиться дача Карпова, а на протилежному боці вулиці дві дачі М. М. Богданова. Перша ділянка землі площею 500 кв. саж. він придбав до 1910 року і почав будівництво першої дачі під назвою «Малий Богдан». 25 червня 1910 він купив сусідню ділянку землі площею 200 кв. саж., на якій побудував другу дачу під назвою «Великий Богдан» |

Через кілька років, у підніжжі гори Кішка, постала модерна споруда. В одному крилі жила родина Богданових, а в інших кімнатах ними був облаштований пансіон, який став додатковим доходом, адже сюди селилися відпочиваючі із купецьких та міщанських родин.

### Розквіт вілли і зміна власників
Розквіт вілли припав на часи Першої світової війни. Коли велика кількість ранених та травмованих російських офіцерів були спрямовані до Криму, щоби поправити своє здоров'я. Контраст між лихом війни та відпочинком в поєднанні з цілющими властивостями Кримських гір та моря популяризував Новий Сімеїз, як серед знаті так і простих росіян. Власники маєтків радо віддавали свої будівлі під пансіони для військових (хто з патріотичних мотивів, а хто і з фінансових), хоч частина з них так і не виживала. Через військові дії, які охопили всю Європу, російські вельможі не мали змоги їздити на відпочинок до Італії, Франції, Балкан, тому Крим став для них чи не єдиною місциною для мандрів.
|  | Майже всі дачі Нового Сімеїзу з теплими сонячними кімнатами і балконами з прекрасним видом на море, гори і скелі. Стіл, найрізноманітніший за якістю, від кухарського до домашнього, можна мати за 9 - 10 рублів страву на місяць. На деяких дачах є хороші, що користуються заслуженою популярністю, пансіони. Пансіон - сніданок з 2-х страв, обід з 3-х страв 45 рублів в місяць; повний пансіон - 55-60 рубублів у місяць. Між Алупкою і Новим Сімеїзом (через Старий Сімеїз) курсує по 2 - 3 рази на день постійний мальпост по 25 копійок за місце. Крім того, невеликі пароплави підтримують сполучення між Сімеїзом, Алупкою і Ялтою по 2 - 3 рази на день. Завжди можна дістати автомобіль, екіпажі, верхових коней і човни. Облаштовані морські та прісні ванни. Є бібліотека, аптека, постійний лікар. У Новому Сімеїзі з успіхом застосовується крім кліматичного лікування повітрям, озонованим рясними зарослями диких кипарисів і багаторічних ялівців, - лікування морськими ваннами і купанням, сонячними ваннами, масажем, виноградом і (взимку) стерилізованим виноградним соком. Перевага Нового Сімеїзу - відсутність всієї тієї метушні, штовханини і шуму, які роблять нестерпними чимало курортних місць. Він скромно відсунувся вбік від метушливої смуги, щоб дати своїм приїжджим тишу, спокій, відпочинок без розгулу ресторанного життя, без грубості міської черні, без марнославства і манірності так званих модних курортів |

Місцеві власники користалися виниклою ситуацією в країні, вілли Сімеїзу були заповнені, земля подорожчала в кілька разів, налагоджувалася інфраструктура та розвивалися міста, але всі плани перекреслили революційні часи та громадянська війна в Росії. Власник вілли став активним борцем з більшовизмом, а «Великий Богдан» приймав на пансіон поранених та офіцерські сім'ї.

### Радянські часи
Після приходу в 1921 році більшовиків всі дачі і пансіонати були націоналізовані. Незаконно присвоївши майно багатіїв, комісари не могли ним усім управляти, тому ті будинки чи квартири де ще жили їхні власники (якщо не втекли за кордон) вони запропонували викупити (оскільки молода радянська влада потребувала фінансів, то таким чином поповнювала казну). Оскільки, активний борець з більшовизмом, Микола Богданов, змушений був виїхати з країни разом з сім'єю, то їх власність була таки конфіскована. Але поруч маєтку Богданова утримували свої вілли сім'я Лансере (їм усім не пощастило перебратися в Європу) і, ймовірно, вони пристали на більшовицьку угоду і «відкупили» Богданові маєтності, оскільки з тих пір на віллі Богданова була викарбувана назва «пансіонат „Селям“». Кримським комісарам було того мало, і під різними приводами вигадували нові побори, так в часи НЕПу в кримських власників вілл і садиб майно вилучили і запропонували його вже винаймати (мотивуючи тим, що в Країні Рад приватного немає нічого, а все суспільне). Довелося власникам кримського майна пристати й на такі умови, облаштовуючи свої вілли під уже радянські пансіонати й санаторії. Посилення більшовицької влади (кінець 20-х років XX століття) закінчилося остаточним відбором власності, тоді ж втрачаються сліди сім'ї Лансере в Криму, а більшовики уже самостійно управляли пансіонатом «Селям» (центральними корпусами якого стали вілли «Великий Богдан» і «Малий Богдан»). В часи Другої світової війни вілла не постраждала.
Після війни радянська влада поновила в містечку Сімеїз курорт і передала вілли пансіонату «Селям» («Великий Богдан», «Хризоліт», «Селям») під санаторій «Юність», де оздоровлювали і лікували дітей від туберкульозу. Щоби полегшити перебування хворих і персоналу, всі приміщення всередині були переплановані так, як це вимагалось для лікувального закладу і постійно проводили ремонтно-реставраційні роботи в його корпусах (колишніх сімеїзьких віллах). Згодом, жителі Сімеїзу та відпочиваючі перестали згадувати «Малий Богдан», адже найбільший корпус санаторію (яким була вілла Богданова), асоціативно, ними називався «Великий Богдан» через велику центральну будівлю. Популярність курорту принесло ефективне лікування діток, як наслідок санаторій нарекли «імені В. І. Леніна» і вважався другим «Артеком».

### Сучасність
Головний корпус санаторію «Юність» (колишня вілла «Великий Богдан») знаходиться на захід від центру містечка Сімеїз, за адресою: вул. Радянська 39 (загальна для усього санаторію). Рішенням КО від 20 лютого 1990 року вілла «Великий Богдан» занесена у список архітектурних пам'яток місцевого значення
На жаль, пам'ятка історії та архітектури належно не оцінена управителями лічниці: не проводилися ні капітальні ремонти, ні поточні, як наслідок споруда занепадає, як й інші вілли курорту Новий Сімеїз, ймовірно, це робиться навмисне, аби перепродати уже «приміщення без господаря» приїжджим багатіям чи владним персонам. Підтвердженням такого кепського становища будівлі став нещасний випадок, який стався 30 травня 2013 року, внаслідок якого загинула дитина. Після того керівництво закладу та влада задекларували ремонтні роботи закладу.
Після захоплення Росією українських земель в 2014 році, російський уряд залишив в дії українські природоохоронні закони в анексованому Криму.

## Власники садиби
За всю свою історію вілла «Великий Богдан» перебувала в приватній та державній власності:
- Богданов Микола Миколайович (1875—1930) — російський землевласник, який жив на віллі й управляв всім Товариством курорту Сімеїз[21]. Народився в Санкт-Петербурзі, але чимало життя провів в Рязанській губернії на своєму помісті (яке попередниками було вже розвалене), працював інспектором в Російському страховому товаристві (під керівництвом Лансере), став представником від Рязанської губернії в ІІ-й Думі Росії[22]. В часи революцій та громадянської війни пристав до лав супротивників більшовизму, воював в Добровольчій Армії, став казначеєм в Денікіна, потім у Колчака, повернувшись до Криму урядував в Таврійському кримському краєвому уряді[23]. Евакуював сім'ю з Криму і сам виїхав на транспортнику «Ялта», на межі 1920-1921 років. В еміграції співпрацював з Російським Земсько-міським комітетом допомоги біженцям, купив маєток на французькій рив'єрі, прожив там до 1930 року.[24]
- Сімеїзька селищна рада — в часи Радянського союзу вілла була націоналізована і стала державною власністю, де пізніше облаштували пансіонат для хворих на різні хвороби. Пансіонат носив назву «Селям», ймовірно через те, що ним опікувалися родина Лансере (які залишилися в Криму), до нього було долучено всі сусідні вілли разом із їхніми територіями. Ця лічниця проіснувала до початку 2-ї світової війни;
- Санаторій «Юність» — управляв віллою після Другої світової і колишня вілла стала головним корпусом протитуберкульозного закладу Міністерства охорони здоров'я України.

## Опис будівлі
Архітектурний ансамбль вілли (в стилі модерну) створив Яків Семенов, відомий всьому Сімеїзу, і доволі оперативно, адже замовником був його друг і за сумісництвом управляючий курортного містечка «Новий Сімеїз».
Микола Богданов погодився на проект модернової вілли (палацового типу): класичні дахи з малими круглими карнизами і лоджія (з півротондою, увінчаною невеликим куполом). Колоритність вілли створювалась декоративними елементами: подовгуваті вузькі вежі з великими вазами на них, ліпнина з цікавими орнаментами, великі широкі вікна та напівкруглі балкони (над кожним знаходиться фронтон теж круглої форми). Фасад будинку прикрашений колонами й ще трьома балконами, додатково оформленими кованими решітками, які яскраво підкреслюють її модерний стиль.
Двоповерхова вілла «Великий Богдан» — одна з найбільших за площею будинків у всьому Сімеїзі. Будинки збудовані вздовж вулиці, а всередині вілли висаджені декоративні рідкісні саджанці, які сформували внутрішній парковий двір.